# Лашка
Лашка (луговомар. лашка, горномар. лӓшкӓ) — марийское национальное блюдо, разновидность супа с лапшой. От выбора сопутствующих ингредиентов выделяют несколько её разновидностей.

## Рецепт
Лашка в марийской кухне занимала большое место. Приготовляется она следующим образом. В просеянную ржаную, пшеничную или гречневую муку вливают воду, предварительно смешивая её с яйцом и солью. Замешивается крутое тесто. Полученное тесто раскатывается до толщины примерно 1 см. Затем его разделяют на кусочки при помощи специальной формочки или вручную в виде кружочков или шариков.

## Лашка как ритуальное блюдо
У горных марийцев лашка издавна имела обрядовое значение. И поныне невеста на второй день свадьбы готовит лашка, которая называется арвӓтӹ лӓшкӓ. Участники свадьбы поочерёдно садятся за стол, пробуют лашка, угощаются пивом, преподносят при этом молодожёнам свой подарок. Этот обычай называется лӓшкӓм качкаш. Лашка обычно готовят гостям, которые остались ночевать. Она особо почитаема и поныне.
Можно предположить, что вид лашка «Орави тывыртыш лӓшкӓ» также связан с определённым мировоззрением человека. Конопля в жизни человека занимала важное место. Во время её созревания воробьи активно выклёвывают семена, при этом можно остаться даже без них. Поэтому это блюдо можно назвать жертвенным. Само название можно передать по смыслу так — «воробьиная (или от воробьёв) творожная лашка».

## Виды лашка
- Орави тывыртыш лашка (горномар. Орави тывыртыш лӓшкӓ) — с творогом и коноплёй.

Толчёные семена конопли заливают холодной кипячёной водой или молоком, добавляют соль, муку и замешивают крутое пресное тесто. Лашка готовят шинкованием или отщипыванием.
- Колан лашка (луговомар. Колан лашка, горномар. Колан лӓшкӓ) — с рыбой.
- Шилан лашка (луговомар. Шылан лашка, горномар. Паян лӓшкӓ) — с мясом.
- Лашкан пурса шюр (луговомар. Лашкан пурса шӱр) — с горохом.
- Шоран лашка (луговомар. Шӧран лашка, горномар. Шӹшерӓн лӓшкӓ) — молочная.
- Шопо лашка (луговомар. Шопо лашка, горномар. Шапы лӓшкӓ) — из кислого теста.